# Clan Mōri
El clan Mōri (毛利氏 Mōri-shi) fou un clan japonès samurai descendent d'Ōe no Hiromoto. El membre més il·lustre de la família, Mōri Motonari, expandí considerablement el poder del clan en la província d'Aki. Durant el període Edo, els seus descendents esdevingueren daimyōs del domini de Chōshū, sota el shogunat Tokugawa. Després de la Restauració Meiji, amb l'abolició del sistema han i dels daimyōs, el clan Mōri passà a formar part de la nova aristocràcia.

## Orígens

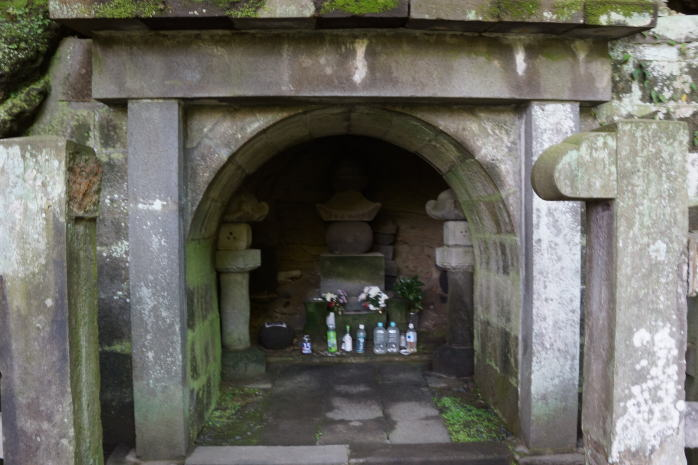
Tomba de Mōri Suemitsu a Kamakura.

El fundador del clan, Mōri Suemitsu, fou el quart fill d'Ōe no Hiromoto. Quan fundà el clan agafà el nom del seu shōen, que era "Mōri", al districte d'Aikō, a la província de Sagami. Després de la Guerra Jōkyū, a Suemitsu se li va assignar un shōen a la província d'Aki per part de l'oficina jitō. Va ser derrotat per Hōjō Tokiyori el 1247 i es va suïcidar (fent seppuku) al santuari de Minamoto no Yoritomo (hokkedō) juntament amb els seus aliats del clan Miura. La genealogia del clan Mori es troba molt verificada a causa que coincideix amb la de nombroses fonts diferents, com l'arbre genealògic Mōri (毛利系図), el Sonpi Bunmyaku i L'arbre genealògic de la família Ōe (大江氏系図).
D'acord amb el Sonpi Bunmyaku (尊卑分脈) de finals del segle XIV:
```
Ōe no Hiromoto
 (大江広元, 1148–1225)
┃

Mōri Suemitsu
 (毛利季光, 1202–1247)
┃

Mōri Tsunemitsu
 (毛利経光, ? – ?)
┃

Mōri Tokichika
 (毛利時親, ? –1341)
┃

Mōri Sadachika
 (毛利貞親, ? –1351)
┃

Mōri Chikahira
 (毛利親衡, ? –1375), trasllat de la família a la 
Província d'Aki
.
┃

Mōri Motoharu
 (毛利元春, 1323– ?)
```

## Període Kamakura
Durant el shogunat Kamakura els Mōri eren una família gokenin a causa de la fama del seu avantpassat Ōe no Hiromoto. Mōri Suemitsu, el quart fill de Ōe no Hiromoto va heretar el shōen Mōri del seu pare i per això va començar a utilitzar-ne el nom. És raonable dir que és el primer cap del clan Mōri, però en la tradició de la família Mōri és el 39è cap de la família, ja que és el 39è descendent lineal d'Amenohohi-no-mikoto (天 穂 日 命), un antic déu del Japó. Després del tercer cap del clan, Mōri Tokichika, el seu fill Mōri Sadachika (毛利貞 親) li hauria d'haver succeït, però tant ell com el seu fill van ser assassinats pel clan Hōjō, de manera que fou el besnet de Tsunemitsu qui es va convertir en el següent cap del clan.

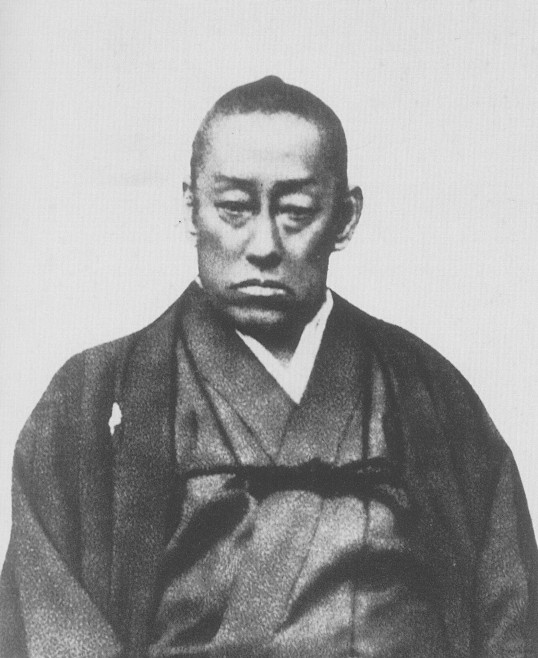
Mōri Takachika

A finals del shogunat Kamakura s'anaren distanciant del shogun i mostrant una actitud cada cop més favorable cap a Ashikaga Takauji.

## Període Sengoku

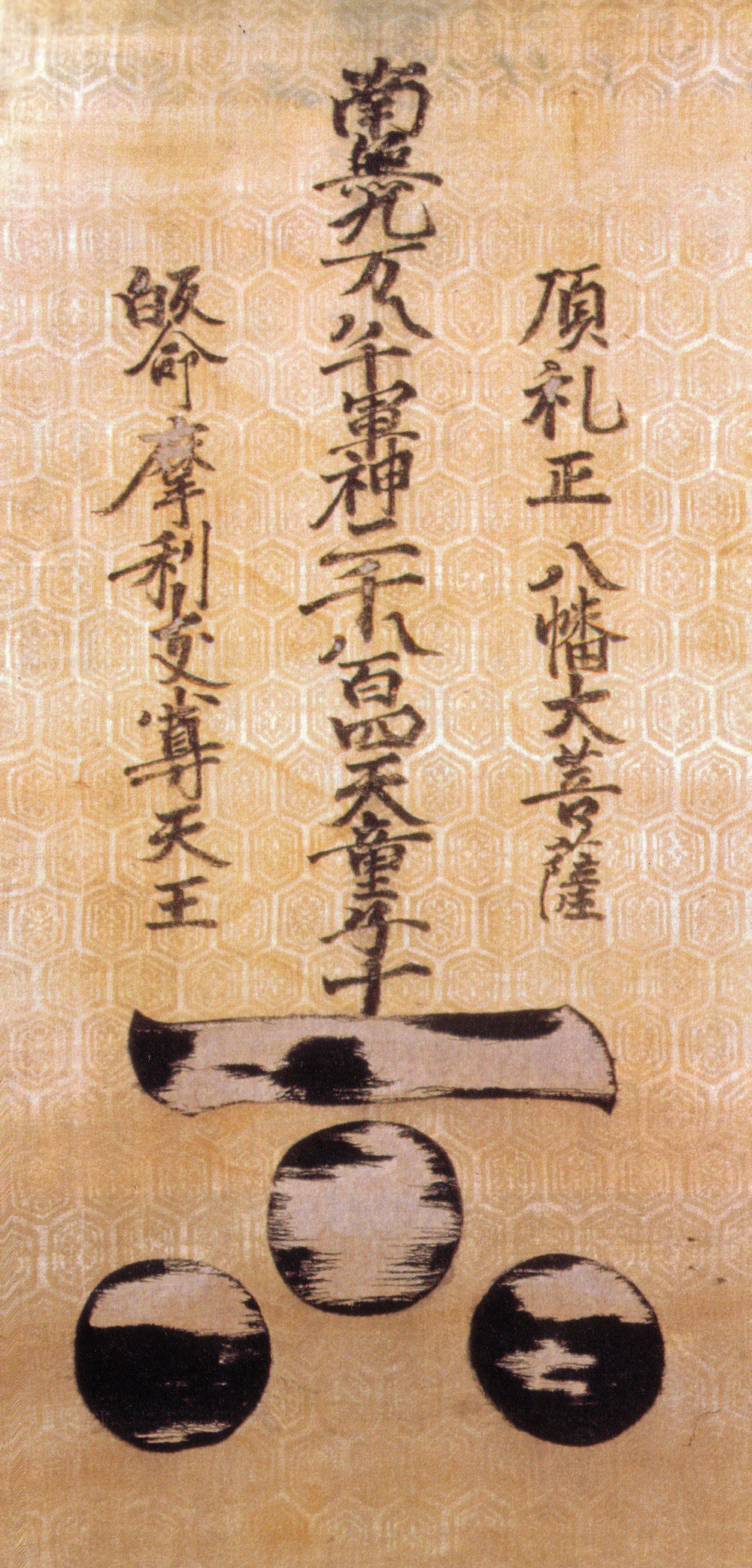
Estendard de batalla de Mōri Motonari's, conservat al Museu Mōri.

En el període Sengoku, Mōri Motonari van expandir el seu poder a tota la província d'Aki i, després, a altres províncies veïnes. En la seva generació, Mōri es va convertir en el daimyō d'un ji-samurai local.
Durant la guerra amb el clan Oda i els clans Ikkō-ikki, els Mōri van ajudar els Ikkō-ikki establint una ruta de comerç naval entre els ports provincials dels uns i dels altres. Amb el temps els Oda van superar aquesta estratègia duent ampliant el setge a les rutes marines i impedint el pas als vaixells mercants, bloquejant així els intercanvis entre ambdós clans. De fet, va intentar anar més enllà i destruir la flota Mōri, fracassant el seu primer intent el 1571. La segona batalla va tenir lloc el 1579 amb el clan Oda enviant vuit Atakebune (vaixells de guerra fortament blindats amb xapat de ferro) per destruir finalment l'amenaça naval de Mōri.
Després d'una lluita amb Toyotomi Hideyoshi, que dirigia l'exèrcit com a general d'Oda Nobunaga, els dos bàndols van fer la pau i Mōri va quedar com un daimyō que va mantenir cinc províncies a Chūgoku.

## Període Edo
L'any 1600, Mōri Terumoto va dirigir l'Exèrcit de l'Oest a la batalla de Sekigahara. Va perdre la batalla, de manera que el clan Mōri perdé tres províncies orientals i va traslladar la seva capital des d'Hiroshima fins a l'actual Hagi. El nou feu, el han Mōri, constava de dues províncies: la Província de Nagato i la Província de Suō. Mōri sovint es dirigia a ells com el han Chōshū.

## Després de la Restauració Meiji
Després de la Restauració Meiji, amb l'abolició del sistema han i dels daimyō , el clan Mōri va passar a formar part del Kazoku, o la nova noblesa, convertint-se en una família ducal.

## Caps del clan

mon (emblema) del clan Mōri

1. Mōri Suemitsu (毛利季光, 1202–1247), quart fill d'Ōe no Hiromoto (大江広元), gokenin del shogunat Kamakura.
2. Mōri Tsunemitsu (毛利経光, ? – ?), gokenin of the shogunat Kamakura.
3. Mōri Tokichika (毛利時親, ? –1341), gokenin of the shogunat Kamakura.
4. Mōri Motoharu (毛利元春, 1323– ?), besnet de Tokichika, ji-samurai de la província d'Aki, vasssall del shogunat Ashikaga.
5. Mōri Hirofusa (毛利広房, 1347–1385), ji-samurai de la província d'Aki, vasssall del shogunat Ashikaga.
6. Mōri Mitsufusa (毛利光房, 1386–1436), ji-samurai de la província d'Aki, vasssall del shogunat Ashikaga.
7. Mōri Hiromoto (毛利煕元, ? –1464), ji-samurai de la província d'Aki, vasssall del shogunat Ashikaga.
8. Mōri Toyomoto (毛利豊元, 1444–1476), ji-samurai de la província d'Aki, vasssall del shogunat Ashikaga.
9. Mōri Hiromoto (毛利弘元, 1466–1506), ji-samurai de la província d'Aki, vasssall del shogunat Ashikaga. Morí jove d'Intoxicació alcohòlica.
10. Mōri Okimoto (毛利興元, 1492–1516), ji-samurai de la província d'Aki, vasssall del shogunat Ashikaga. Morí jove d'Intoxicació alcohòlica, succeït pel seu fill menor d'edat.
11. Mōri Kōmatsumaru (毛利幸松丸, 1515–1523), ji-samurai de la província d'Aki, vasssall del shogunat Ashikaga. Morí amb només 9 anys i fou succeït pel seu oncle.
12. Mōri Motonari (毛利元就, 1497–1571), Indiscutiblement, el membre més famós del clan. Expandí el poder del clan gairebé fins a la regió de Chūgoku.
13. Mōri Takamoto (毛利隆元, 1523–1563), Es convertí en el cap del clan quan el seu pare es «retirà», però morí jove (abans que el seu pare), suposadament enverinat.
14. Mōri Terumoto (毛利輝元, 1553–1625), primer daimyō del domini d'Hiroshima, que el perdé després de la batalla de Sekigahara.
15. Mōri Hidenari (毛利秀就, 1595–1651), primer daimyō del domini Chōshū.
16. Mōri Tsunahiro (毛利綱広, 1639–1689), segon daimyō del domini Chōshū.
17. Mōri Yoshinari (毛利吉就, 1668–1694), tercer daimyō del domini Chōshū.
18. Mōri Yoshihiro (毛利吉広, 1673–1707), quart daimyō of Chōshū Domain, adopted from the Chōfu-Mōri branch family (長府毛利家).
19. Mōri Yoshimoto (毛利吉元, 1677–1731), cinquè daimyō del domini Chōshū.
20. Mōri Munehiro (毛利宗広, 1717–1751), sisè daimyō del domini Chōshū.
21. Mōri Shigenari (毛利重就, 1725–1789), setè daimyō del domini Chōshū.
22. Mōri Haruchika (毛利治親, 1754–1791), vuitè daimyō del domini Chōshū.
23. Mōri Narifusa (毛利斉房, 1782–1809), novè daimyō del domini Chōshū.
24. Mōri Narihiro (毛利斉熙, 1784–1836), desè daimyō del domini Chōshū.
25. Mōri Narimoto (毛利斉元, 1794–1836), onzè daimyō del domini Chōshū.
26. Mōri Naritō (毛利斉広, 1814–1837), dotzè daimyō del domini Chōshū.
27. Mōri Takachika (毛利敬親, 1819–1871), tretzè (i darrer) daimyō del domini Chōshū.
28. Mōri Motonori (毛利元徳, 1839–1896), duc sota el sistema kazoku
29. Mōri Motoakira (毛利元昭, 1865–1938), duc sota el sistema kazoku
30. Mōri Motomichi (毛利元道, 1903–1976), duc sota el sistema kazoku
31. Mōri Motoyoshi (毛利元敬, 1930–), actual cap de la família.
32. Mōri Motohide (毛利元栄, 1967–), hereu a cap de la família.

## En la cultura popular
La guerra del clan amb Hideyoshi apareix a la novel·la d'Eiji Yoshikawa, Taiko: An Epic Novel of War and Glory in Feudal Japan.
El clan Mōri és una facció jugable dels vídeojocs Shogun: Total War i Total War: Shogun 2.